# N’dalatando
N’dalatando ist die Hauptstadt der angolanischen Provinz Cuanza Norte und Sitz des Bistums N’dalatando. Bis zur Unabhängigkeit Angolas 1975 trug der Ort den portugiesischen Namen Vila Salazar.

## Geschichte

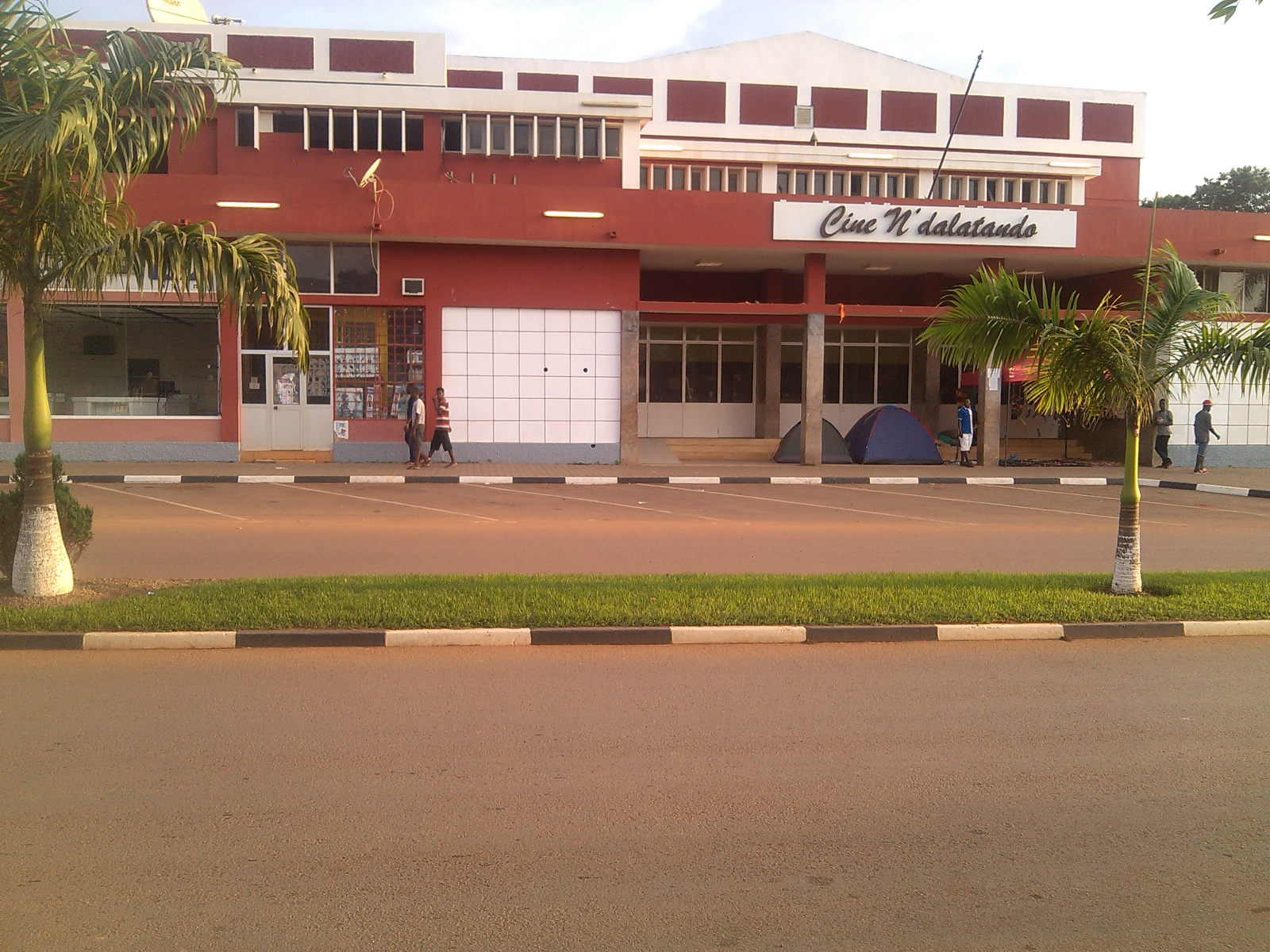
Restauriertes Kino in N’dalatando (2016)

Nachdem sich portugiesische Händler um 1840 hier niederließen, wurde 1879 in Caculo-Camuinza ein erster Verwaltungsposten eingerichtet, zu dem die wachsende Ortschaft N’dalatando gehörte. Sie wurde 1936 selbst Verwaltungssitz und erhielt den Namen Vila Salazar, gewidmet dem portugiesischen Diktator Salazar. Am 28. Mai 1956 wurde die bisherige Kleinstadt (Vila) zur Stadt (Cidade) erhoben. Nach der Unabhängigkeit 1975 erhielt der Ort seinen heutigen Namen, mit Erlass vom 18. Juli 1976.

## Verwaltung
N’dalatando ist Sitz einer gleichnamigen Gemeinde (Comuna) im Kreis (Município) von Cazengo, in der Provinz Cuanza Norte. Sie ist zudem die Hauptstadt der Provinz.

## Sport
Das städtische Stadion von N’dalatando, das Estádio Municipal Santos Diniz, bietet 6000 Zuschauern Platz.
In der Stadt sind seit 2009 die drei Fußballvereine Porcelana FC, Jovens Unidos Futebol Clube und Braga Futebol Clube vom angolanischen Fußballverband FAF zum Spielbetrieb zugelassen. Der Porcelana FC spielte 2013 eine Saison lang in der höchsten Spielklasse Angolas, im Girabola.

## Söhne und Töchter der Stadt
- Mascarenhas (1937–2015), Fußballspieler, Torschützenkönig 1963/64 im Europapokal der Pokalsieger